# Serednie (obwód doniecki)
Serednie (ukr. Середнє) – wieś na Ukrainie, w obwodzie donieckim, w rejonie kramatorskim. W 2001 liczyła 156 mieszkańców.